# Bridgewater (Virginia)
Bridgewater is een plaats (town) in de Amerikaanse staat Virginia, en valt bestuurlijk gezien onder Rockingham County.

## Demografie
Bij de volkstelling in 2000 werd het aantal inwoners vastgesteld op 5203.
In 2006 is het aantal inwoners door het United States Census Bureau geschat op 5399, een stijging van 196 (3,8%).

## Geografie
Volgens het United States Census Bureau beslaat de plaats een oppervlakte van
6,2 km², geheel bestaande uit land. Bridgewater ligt op ongeveer 437 m boven zeeniveau.

## Plaatsen in de nabije omgeving
De onderstaande figuur toont nabijgelegen plaatsen in een straal van 20 km rond Bridgewater.